# بنجامین واکر (بازیگر)
بنجامین واکر (انگلیسی: Benjamin Walker؛ زادهٔ ۲۱ ژوئن ۱۹۸۲) بازیگر و کمدین اهل ایالات متحده آمریکا است. او بیشتر برای بازی در فیلم‌های آبراهام لینکلن: شکارچی خون‌آشام، پرچم‌های پدران ما و کینزی شناخته می‌شود. همچنین وی به‌طور منظم در شهر نیویورک برنامه‌های کمدی اجرا می‌کند. نمایش وی شامل کمیک و اسکیس است.

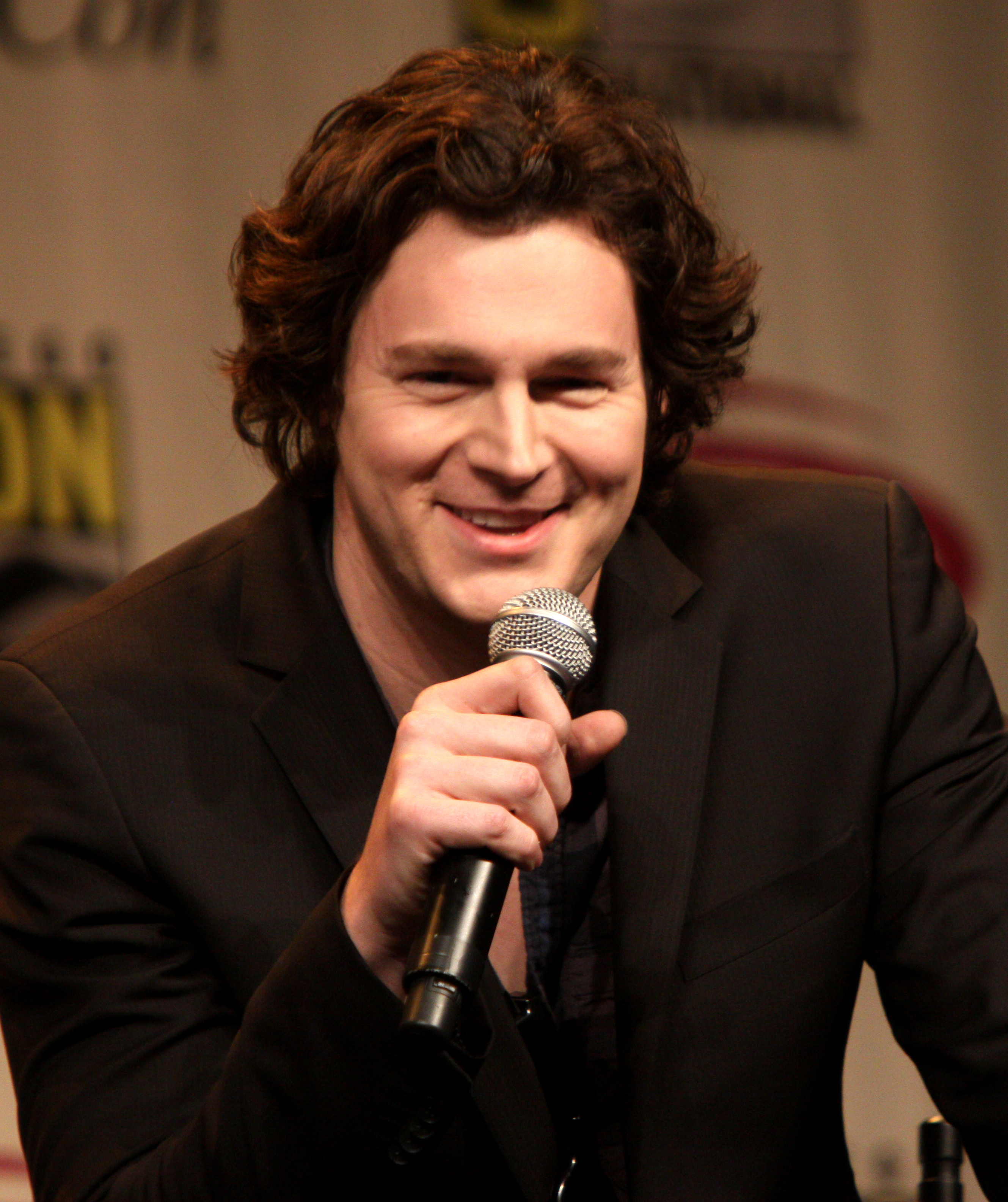
بنجامین واکر در سال ۲۰۱۲

## زندگی شخصی
واکر در سال ۲۰۰۹ با میمی گامر نامزد کرد و در سال ۲۰۱۱ ازدواج کردند. آن‌ها در بروکلین زندگی می‌کردند. در مارس ۲۰۱۳ اعلام کردند که آن‌ها دوستانه از هم جدا شده‌اند.
واکر در آوریل سال ۲۰۱۴، در هنگام فیلم‌برداری فیلم دختر پادشاه، با همبازی خود، کایا اسکودلاریو وارد رابطه شد. در ۲۸ دسامبر ۲۰۱۴ نامزد کردند و در اواخر سال ۲۰۱۵ ازدواج کردند. این زوج در نوامبر ۲۰۱۶ صاحب یک پسر شدند.

## فیلم‌شناسی‌

### فیلم
- کینزی (۲۰۰۴)
- پرچم‌های پدران ما (۲۰۰۶)
- آبراهام لینکلن: شکارچی خون‌آشام (۲۰۱۲)
- در دل دریا (۲۰۱۵)
- دختر پادشاه (۲۰۱۵)
- انتخاب (۲۰۱۶)
- دریاچه شیمر (۲۰۱۷)

### تلویزیون
- جسیکا جونز (۲۰۱۹)
- ارباب حلقه‌ها (۲۰۲۱)